# Буревестник (подводная лодка)
«Буревестник» — подводная лодка российского императорского флота типа «Барс». Построена в 1915—1917 годах, входила в состав Черноморского флота. Участвовала в Гражданской войне, в составе Русской эскадры ушла в Бизерту.

## История строительства

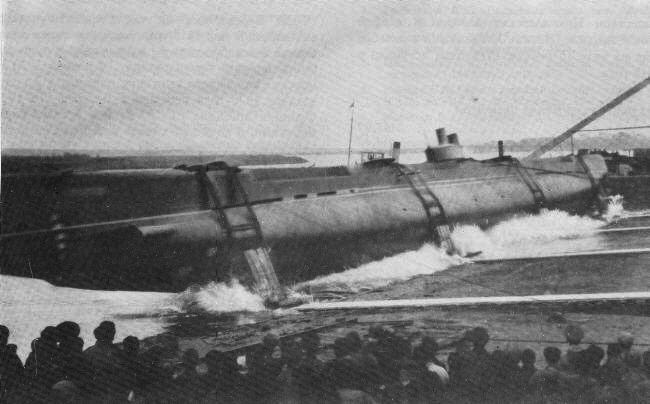
Спуск на воду подводной лодки «Буревестник»

Зачислена в списки кораблей Черноморского флота 2 июля 1915 года. В октябре 1915 года заложена на стапеле Общества николаевских заводов и верфей «Наваль» в Николаеве. Стала одной из четырёх лодок, построенных там. «Буревестник» стал одной из двух черноморских подводных лодок типа «Барс», получившей штатные дизельные двигатели 2 по 1320 л. с., что обусловило высокую скорость надводного хода — 13 узлов, вместо 9,5 узлов у большинства однотипных лодок с двигателями 2x250 л. с. конструкции Коломенского завода. Сразу при строительстве получил артиллерийское вооружение — одно орудие калибра 75 мм, одно калибра 57 мм и пулемёт. Как и все лодки типа «Барс» на Черноморском флоте, имела четыре наружных торпедных аппарата вместо восьми — они размещались на палубе попарно спереди и сзади рубки.
Лодка была спущен на воду 15 ноября 1916 года. В мае 1917 года с достраивающегося «Буревестника» была демонтирована новая аккумуляторная батарея, установленная затем на воевавшую подводную лодку «Тюлень». В октябре 1917 года «Буревестник» вступил в строй, зачислен в Бригаду подводного плавания в Севастополе.

## История службы
26 октября 1917 года был зачислена в состав Черноморского Центрофлота.
1 мая 1918 года была захвачена в Севастополе немецкими оккупационными войсками и включена в состав военно-морских сил Германии на Чёрном море под обозначением US1. 23 октября 1918 германскими войсками передана флоту Украины, но уже 24 ноября захвачена англо-французскими войсками. При этом, несмотря на возвращение Андреевского флага, лодке не разрешался выход в море без разрешения оккупационных войск и без присутствия английского офицера на борту. Лодке было возвращено прежнее название — «Буревестник».
Во время Крымской эвакуации (1919) 16 апреля 1919 года на буксире переведена в Новороссийск. 3 мая 1919 года включена в состав морских сил Юга России, в июне достигла боевой готовности, перешла в Севастополь. Во время ремонта августе-октябре 1919 года палубные торпедные аппараты были сняты, а их ниши заделаны.
14 ноября 1920 года лодка была подготовлена к эвакуации из Крыма, с полными запасами, заряженная и заправленная стояла в Северной бухте Севастополя. Приняла на борт семьи офицеров экипажа. 17 ноября начала переход в Константинополь, 18 ноября подошла к Босфору и под французским флагом остановилась на базе ВМС Франции в бухте Золотой Рог, при этом французам были переданы взрыватели торпед, орудийный замок, линзы перископов и ещё некоторые важные приборы. 21 ноября экипаж и гражданские лица с «Буревестника» размещены на плавбазе «Заря» Русской эскадры. 7 декабря своим ходом прибыла на рейд Мода, район Стамбула Кадыкёй. 10-26 декабря на буксире переведена в Бизерту, где 29 декабря того же года была интернирована французскими властями.
29 октября 1924 года французские власти признали лодку собственностью СССР, 6 ноября спущен Андреевский флаг. На этот момент «Буревестник» находился в исправном состоянии, экипаж нёс службу. В декабре 1924 года был осмотрен советской военной комиссией, но передан советским властям не был и в 1933 году был продан частной фирме для разделки на металл, при этом на носу было нанесено обозначение US1 и порядковый номер разделки — 8.

## Командиры
- лейтенант Оффенберг С. В. (11.1917–02.1918)[1],
- Копьёв М. В. (1919—1920),
- Звегинский (Доппельмайер) В.Е. (1920),
- старший лейтенант Оффенберг С. В. (21.11.1920–01.1921)[1],
- капитан 2-го ранга Копьёв М. В. (1921—1922)[2].